# Eladio Pérez
Eladio Antonio Pérez Nuñez (Bonao, 18 de febrero de 1956 - Villa Altagracia, 5 de noviembre de 2008) fue un político dominicano. Diputado de la República Dominicana por Villa Altagracia en dos ocasiones (1982-1986) y (1986-1990). Ocupó varias posiciones dentro del Partido Revolucionario Dominicano en Villa Altagracia como Secretario General, Presidente y Miembro del Comité Ejecutivo Nacional (CEN). 
Fue asesinado por Leoncio Banks Paulino cuando pretendía colectar un pago de una deuda que este tenía con Pérez. Reconocido por su labor humanitario tanto en Villa Altagracia como en el ámbito personal, Pérez era considerado un filántropo. 

## Biografía
Nació el 18 de febrero de año 1956 en la ciudad de Bonao, Monseñor Nouel, República Dominicana. Cuando niño sus padres Alejo Pérez Feliz y Aleja Nuñez se trasladaron a la ciudad de Villa Altagracia, San Cristóbal. Fue el tercer hijo que la pareja procreó. Desde temprana edad demostró tener liderazgo y ser habilidoso tanto en el hogar como en la comunidad. Se dio a conocer como un Revolucionario que no le temía a la represión del gobierno de Joaquín Balaguer. Para ese entonces Eladio Pérez enfrentaba a tiros y a piedras a la policía "banda colora" quienes amedrantaban; apresando y asesinando a los ciudadanos que se opinaban al régimen de Balaguer. Al joven le decían "Enrique Blanco"; persona con valor y coraje, enemigo públicamente del dictador Rafael Leónidas Trujillo quien nunca pudieron apresar y cuando él no pudo correr más se quitó la vida. En esa época la "guardia colora" andaba buscando a Eladio Pérez con una "carta blanca"; autorización para asesinarlo. Era temido por la policía ya que tenía el valor de enfrentarlos en cualquier lugar y no dejarse atrapar. En una persecución de aquella época un policía le disparó un tiro en el brazo derecho, aun en el cuartel de policías dejando desangrar con la intención de que falleciera no se acercaban a él por temor. Permaneció tres meses interno en el hospital debido a la herida, a media noche fue sacado del lugar por policías que lo llevaron hacia un campo que para amendrantarlo le pidieron que excavara su tumba para luego ellos asesinarlo. Él le contestó " no tengo ningún problema con morir, pero yo no voy a excavar mi tumba" esa noche fue llevado nuevamente hacia el hospital.

## Carrera política
A una temprana edad fue miembro fundador del FREN(Frente Estudiantil Nacional). Incursionó en la política donde ocupó posiciones como Secretario General del PRD, partido conocido mayormente por su oposición al régimen de Balaguer y su lucha a favor de la democracia dominicana. Fue elegido diputado de la provincia San Cristóbal en el año 1982 con apenas 26 años de edad, hasta la fecha el congresista más joven de la República Dominicana. Fue reelegido nuevamente en el año 1986, durante estos dos periodos Eladio Pérez facilitó la construcción del hospital Maternidad; hospital principal del municipio de Villa Altagracia. Construyó una cancha de baloncesto en el barrio que lo vio nacer; Las Diez Casitas. Facilitó y repartió cientos de solares a pobladores del municipio en lo que hoy día es conocido como barrio Los Alemanes, además de presentar varios proyectos de leyes que todavía están vigentes. Siempre trató de ayudar al más necesitado ya siendo con recetas médicas, alimentos o alguna ayuda económica. 
Siempre fue querido por los villa Altagracianos que aun después de estar un largo tiempo fuera del país fue nuevamente recibido con mucho amor y aprecio. Después de su regreso se integró exitosamente al mercado del comercio, creó cuatro empresas en la República Dominicana que se especializan desde exportaciones, construcción, agricultura, seguridad e inversiones en otras. En el año 2005 fue elegido Presidente del PRD en Villa Altagracia. En el 2006 aspiró a diputado por tercera vez, debido a problemas personales y persecuciones interpartidarias se ausentó en los momentos más importantes del proceso electoral lo cual le impidió una tercera victoria, sin embargo resultó vencedor frente a su contendor Marino Mendoza, Ganándole Eladio Pérez en el Municipio de Villa Altagracia, aun estando ausente.
Hoy en día se mantiene viva la CORRIENTE ELADIO PEREZ presidida por su Hijo Alej Perez, sus seguidores mantienen viva la llama de la política en el pueblo de Villa Altagracia, aportándole a los más necesitados y constribuyendo al bienestar social y la democracia, que son los valores que identifican a los seguidores de esta corriente.

## Asesinato
El 5 de noviembre del 2008 cuando se dirigía a Villa Altagracia para dar honores una compañera fallecida se detuvo en la joyería " Centro Comercial Del Oro" donde tenía previsto recibir un pago a una deuda que Leoncio Banks Paulino tenía con él. Banks fingió un intento de atraco de parte de Pérez, llamó a la policía minutos antes de Eladio llegara al negocio. Cuando Eladio Pérez dialogaba con la policía, este le disparó varios disparos de espalda, quitándole la vida. Este caso hasta la fecha se encuentra en manos de la justicia. 
Su muerte fue un hecho muy doloroso que consternó a familiares, amigos, compañeros políticos y a la ciudad de Villa Altagracia ya que costará tener a otra persona que represente al pueblo como de costumbre él lo hacía.
- Datos: Q5353054